# Pohsangit Ngisor
Pohsangit Ngisor is een bestuurslaag in het regentschap Probolinggo van de provincie Oost-Java, Indonesië. Pohsangit Ngisor telt 1919 inwoners (volkstelling 2010).